# 日野真
日野 真（ひの まこと、1966年〈昭和41年〉11月21日 - ）は、西日本放送のアナウンサー・報道部デスク。

## 人物・略歴
- 香川県高松市出身。
- 武蔵野音楽大学音楽学部声楽学科卒業後、1989年西日本放送にアナウンサーとして入社。
- 1996年報道部に異動し記者となる。その後、重病を患うがカムバックを果たし、2002年より再びアナウンサーとして復帰。
- 2010年4月より異動で報道部デスクとなる。ただしアナウンサーとしての肩書きは兼務という形で残るとのこと（ブログ3月25日更新分より）。

## ブログ
- RNCのホームページ内には日誌→ブログが掲載されているが、日誌時代、時に過激な主張を繰り広げていることで話題にもなった。ブログ移行後は過激な文面は少なくなっている。
- ブログに移行後は2ちゃんねらーであることを匂わせる用語やアスキーアートが頻繁に登場している。
- またオタクであることを明かしている（軍事から萌えまで振り幅は広い）。
- 一時期、多忙もあって更新が月一に減っていたものの、2010年4月以降は一部で数十秒の動画付で更新頻度も増えてきている。この間にツイッターやフェイスブックもはじめている。
- ツイッターでは香川県が"うどん県"のキャンペーンを貼る前からプロフィールでうどん県と表記していた。日々の様々な呟き（日誌時代のように時には過激な主張や皮肉を述べている）の他にも本業のニュースも配信しておりローカルニュースについてはほぼ香川県内のニュースを配信していたが2013年4月からは代わって西日本放送の公式アカウントからニュース配信も行なう）。

## 現在の担当番組
なし

## 過去の担当番組
- RNC TODAY
- 郡市対抗源平駅伝（ラジオ進行担当）
- NNNストレイトニュース（ローカル枠随時）
- RNCワイドニュースプラス1
- ズームイン!!朝!香川・岡山担当キャスター
- 勇気が出るラジオ ワイド!まっぴるマン（メイン）